# NGC 1738
NGC 1738 este o galaxie spirală situată în constelația Iepurele. A fost descoperită în 11 decembrie 1885 de către Ormond Stone⁠(d).